# Rosmarin Karree
Das Rosmarin Karree befindet sich in Berlin-Mitte.

## Geschichte
Das Rosmarin Karree wurde im Rahmen der Neugestaltung der Friedrichstraße errichtet. Die Architektur der Büro- und Wohngebäude folgt einem Konzept aus separaten Baukörpern mit jeweils eigenständigen Materialien und Strukturen. Die Planung des städtebaulichen Entwurfs übernahm das Architekturbüro Böge Lindner K2, während Kahlfeldt Architekten das Wohngebäude gestalteten. Entstanden sind Büroräume, Gewerbeflächen und Apartments in zentraler Lage in Berlin-Mitte mit einer Gesamtmietfläche von rund 21.600 m², davon etwa 13.700 m² Büroflächen, die nach dem BREEAM-Standard mit „Sehr Gut“ zertifiziert wurden und hohe Umwelt- und Energiestandards erfüllen.
Das Gebäude liegt nahe dem U-Bahnhof Unter den Linden (Linie U5 und U6) und bietet dadurch eine gute Verkehrsanbindung. Für temporäre Aufenthalte gibt es das Apartmenthaus „Clipper Boarding House“ mit möblierten Apartments von bis zu 70 m² Größe, inklusive Kochnische. Die Apartments wurden 2014 renoviert und dienen als praktische Wohnmöglichkeit für Kurzzeitaufenthalte.
Die Ladenflächen entlang der Friedrichstraße sind durch einen Arkadengang erschlossen und bieten flexible Nutzungsmöglichkeiten auf insgesamt 2.706 m². Der Standort umfasst Handels- und Gastronomiebetriebe, darunter Massimo Dutti und COS sowie Fitnessangebote wie Barry's Bootcamp und Gastronomieanbieter wie die Sagrantino Wine Bar, Subway und Bonjour Vietnam, die das Gesamtangebot abrunden.